# Прибульці в Лондоні
Прибульці в Лондоні (англ. Aliens of London) — четверта серія оновленого британського серіалу «Доктор Хто». Сценарій було написано Расселлом Ті Девісом, режисер — Кіт Боак. Перший епізод у двосерійній історії, разом з «Третя світова війна»

## Сюжет

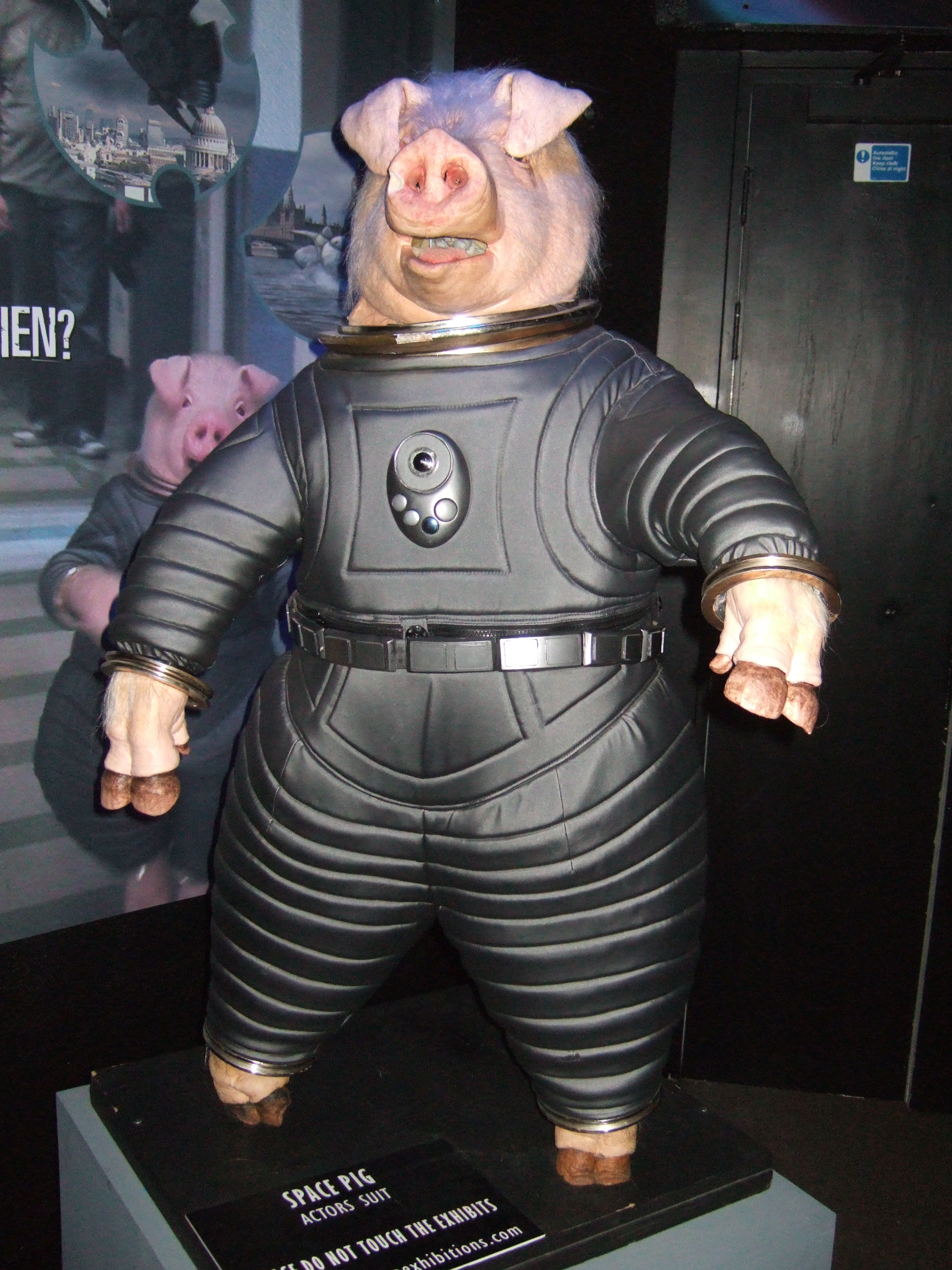
Свиня, яку використали в даному епізоді, і яку показано на виставці Doctor Who Experience

Маючи намір повернути Роуз на Землю через дванадцять годин після її від'їзду, Дев'ятий Доктор прораховується, прибуваючи через дванадцять місяців після відправлення. Мати Роуз Джекі Тайлер розлючена на неї, вважаючи, що Роуз викрали і вбили. Хлопець Роуз Міккі також засмучений, оскільки його підозрювали у її убивстві. Коли Роуз висловлює своє розчарування Доктору через те, що не змогла сказати правду про те, куди вона поїхала, вони стають свідками падіння космічного корабля, який частково руйнує Біг-Бен та приземляється у річку Темзу. Центральний Лондон закривається, поки населення хвилюється через можливий перший контакт з іншопланетянами. Доктор підозрює в цьому шахрайство та використовує TARDIS, щоб приземлитися в лікарні, куди був доставлений пілот космічного корабля. Доктор виявляє, що корабель був запущений із Землі, і що пілот — це звичайна свиня, яка була модифікована за допомогою іншопланетної технології.
Уряд не в змозі знайти прем'єр-міністра через безлад після аварії, і депутата Джозефа Гріна призначено виконувачем обов'язків прем'єр-міністра. Як виявилось пізніше, Грін є членом сім'ї слівінів, яка використовує пристрій для стиснення своїх тіл у великі людські «костюми». Дві інші члени уряду, Маргарет Блейн та Олівер Чарльз, також виявляються слівінами. Вони таємно святкують успіх виконання свого плану, але не знають про підслуховування їхньої розмови, за якою слідкує Гаррієт Джонс.
Коли Доктор повертається до Роуз, Джекі дізнається правду про Доктора та TARDIS і підходить до нього. Вони оточуються солдатами та супроводжуються до Даунінг-стріт, 10. Доктора просять приєднатися до групи іноземних експертів, включаючи членів UNIT, Гаррієт Джонс супроводжує Роуз до будівлі. Вона розповідає Роуз про прибульців, і вони разом виявляють труп прем'єр-міністра. Перш ніж вони зможуть засвідчити про своє відкриття, їх ловить Блейн, яка починає знімати свій людський костюм для нападу на них. У квартирі Джекі поліцейський також знімає свій людський костюм і нападає на неї через те, що Джекі пов'язана з Доктором. Коли Доктор намагається переконати експертів у підробці падіння корабля, він розуміє, що експертів заманили на Даунінг-стріт як частину пастки. Слівіни вбивають електричним ударом групу, що зібралась.

### Додаткова інформація
Слівіни — родина раси раксакорікофаллапаторійців з однойменної планети (англ. Raxacoricofallapatorius): високих (близько 2,4 метра (7 фут 10 дюйм)) інопланетян зеленого кольору з сильними руками, кігтями та гарним нюхом. Вони є жорстокою кримінальною сектою, головною мотивацією яких є вигода. Були вигнані зі своєї планети з неможливістю повернутися у зв'язку зі смертною карою, що чекає після прибуття.

## Знімання епізоду

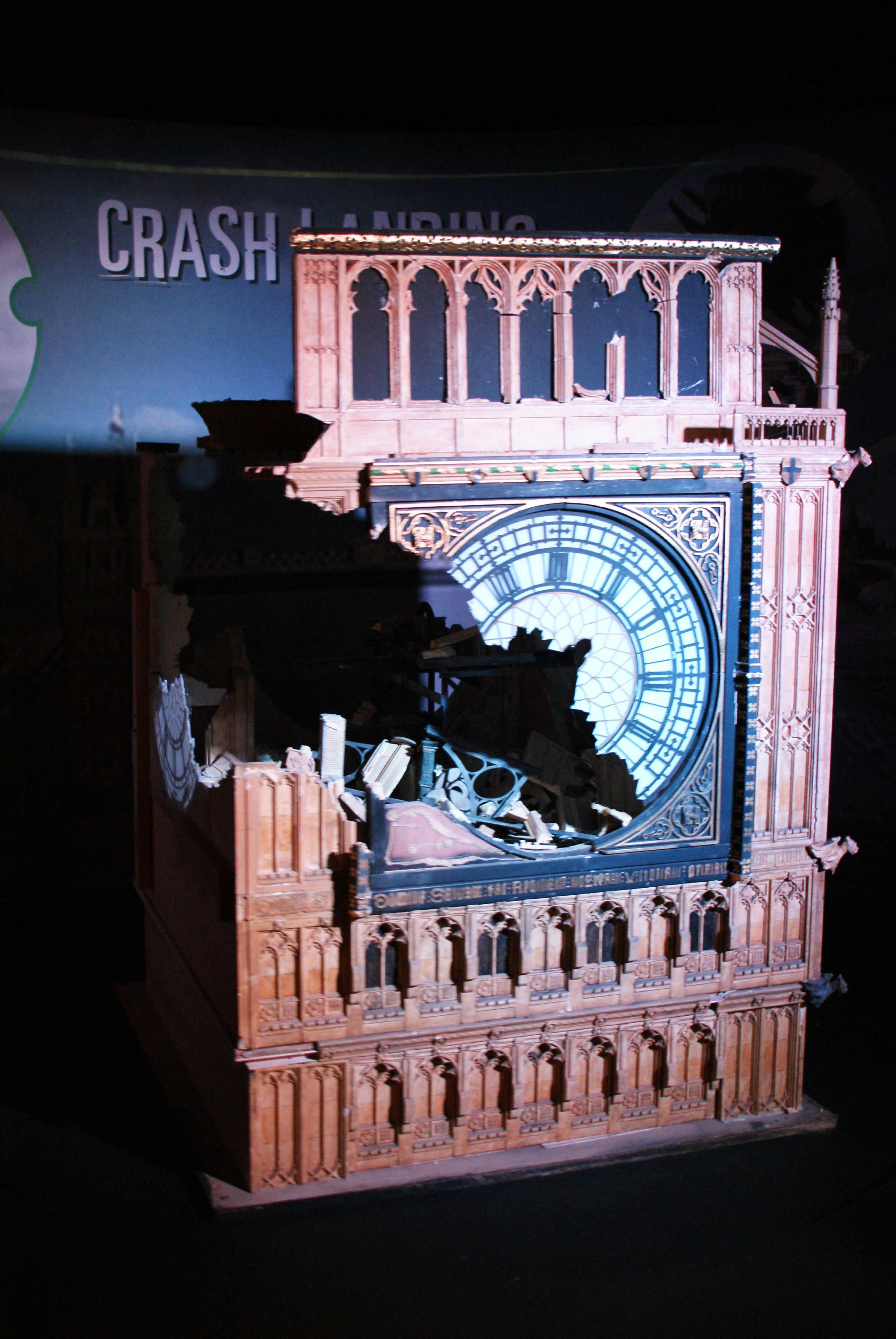
Модель зруйнованого Біг-Бена, яка була показана на виставці Doctor Who Experience

Королівський лазарет Кардіффа був використаний як тло для лікарні Альбіону. Зовнішній вигляд будинку на Даунінг-стріт, 10 був подібним до відповідного будинку в центральному Лондоні, тоді як інтер'єр знімали у замку Хенсол в долині Гламорган. Квартира Міккі — та ж сцена, що і у квартирі Джекі та Роуз.
Продюсерський колектив мав намір, щоби вбитим прем'єр-міністром в цьому епізоді був поточний реальний прем'єр-міністр Тоні Блер. У коментарі DVD до «Третьої світової війни» продюсер Філ Коллінсон пояснив, що вони найняли актора, щоб зіграти мертве тіло, розуміючи, що чоловік — імперсонатор Тоні Блера. Коли схожість виявилася поганою, вони вирішили уникати чіткого показу тіла. Припущення про те, що тіло — це рештки Блера, коли Гаррієт Джонс каже, що вона «навряд чи одна з немовлят», є посиланням на велику кількість депутатів Лейбористської партії, які увійшли до Палати громад під час виборів 1997 року, яких британські ЗМІ охрестили «Немовлятами Блер». Про те, що Тоні Блер був обраний у «Докторі Хто», було підтверджено в епізоді «Повстання кіберлюдей».